# Evangelio de Acuario
El Evangelio de Acuario es un libro publicado en 1908.
Su título completo es: El evangelio de la era de Acuario de Jesús, el Cristo de la era de Piscis.
Fue escrito por Levi H. Dowling a fines del siglo XIX.
Dowling afirma haberlo transcrito de los registros akásicos, materia sutil que habría conseguido percibir tras practicar meditación durante 40 años.
Afirma que es la historia verdadera de la vida de Jesús, incluyendo los dieciocho años «perdidos», es decir, de los 12 a los 30 años, los años no relatados en el Nuevo Testamento.
Este texto ha dado lugar a la denominación conocida como ACCU (Iglesia Crística Universal de Acuario).
Los Crísticos de Acuario tienen muchas enseñanzas teosóficas en común con el Movimiento Yo Soy, que incluye la Fundación Saint Germain y la Iglesia Universal y Triunfante.
El título se deriva del nombre astrológico de los períodos en términos de constelaciones; en ese sistema, se acerca la era de Acuario.

## Autor
Según el prólogo del libro, Levi H. Dowling (1844-1911) nació en Belleville (Ohio), hijo de un predicador de la iglesia Discípulos de Cristo y tuvo una espiritualidad precoz, pues a los 13 años, en su primer debate público, se enfrentó a un anciano presbiteriano acerca del castigo eterno de los malvados. 
Comenzó a predicar a los 16 años, y a los 18 años fue pastor de una Iglesia.
A los 20 años ingresó en el ejército de EE. UU. como capellán, y sirvió hasta el fin de la guerra civil estadounidense. En 1866 y 1867 estudió en la Universidad Cristiana del Noroeste, en Indianápolis (Indiana).
El año siguiente empezó a publicar literatura para escuelas dominicales, publicando diversos periódicos, cancioneros y un periódico infantil dominical. 
Dedicó gran parte de su tiempo a la causa de la Prohibición.
Se graduó en dos facultades médicas y practicó medicina durante algunos años.
Finalmente se retiró de la profesión médica para continuar con su trabajo literario.
En 1908 publicó El Evangelio de Acuario
Según Dowling, escribió este libro trabajando todas las noches entre las 2 y las 6 de la madrugada, las horas «absolutamente tranquilas».
Dowling contó que cuando era apenas un niño había tenido un sueño recurrente, en que se le decía que debía «construir una ciudad».
Este sueño se repitió tres veces los años siguientes.
Finalmente comprendió que la ciudad era este libro.
Dowling falleció el 13 de agosto de 1911.

### Índice del Evangelio de Acuario
1. Nacimiento y primeros años de María, madre de Jesús
2. Nacimiento e infancia de Juan el Bautista y de Jesús
3. Educación de María y de Isabel en Zoan
4. Infancia y primera educación de Juan el Bautista
5. Infancia y primera educación de Jesús
6. Vida y obras de Jesús en la India
7. Vida y obras de Jesús en Tíbet e India Occidental
8. Vida y obras de Jesús en Persia
9. Vida y obras de Jesús en Asiria
10. Vida y obras de Jesús en Grecia
11. Vida y obras de Jesús en Egipto
12. El consejo de los siete sabios del mundo
13. Ministerio de Juan el Bautista
14. Ministerio crístico de Jesús
15. Primer año del ministerio crístico de Jesús
16. Segundo año del ministerio crístico de Jesús
17. Tercer año del ministerio crístico de Jesús
18. Traición y detención de Jesús
19. Juicio y ejecución de Jesús
20. Resurrección de Jesús
21. Materialización del cuerpo espiritual de Jesús
22. Establecimiento de la iglesia crística

## Puntos importantes
El Evangelio de Acuario afirma lo siguiente, entre otros:
- Jesús era distinto de Cristo. Jesús, mediante el esfuerzo, la oración y la meditación, llegó a convertirse en un Cristo, al alcanzar el estado de conciencia crística, y permitió que el Cristo pudiera morar dentro de él. En este concepto, Cristo sería el nombre de un estado de consciencia superior, equivalente a la llamada «consciencia de Krishná» del yoga y del «reino de los cielos» cristiano (que Jesús dijo que está dentro de todos).
- Jesús fue concebido por un padre humano.
- Jesús vino a la Tierra para demostrar la manera de volver de nuevo a Dios mediante su forma de vida y enseñanzas. Fue el ejemplo según el cual debemos modelar nuestras propias vidas, si buscamos la salvación/iluminación.
- La reencarnación existe, y es la explicación de las aparentes injusticias. La reencarnación permite que las personas paguen las deudas en que han incurrido en vidas previas y por ejemplo, los héroes que murieron prematuramente, obtengan la recompensa que no tuvieron. No todo el premio o recompensa se recogería en el otro mundo (cielo o infierno), sino también y principalmente en vidas futuras en el mundo físico. Lo que le sucede a un ser humano no es necesariamente la voluntad de Dios —siempre amorosa— sino el resultado de actos previos no recordables hasta que alcanza un alto nivel de evolución espiritual.
- La humanidad ha olvidado a Dios y está actualmente buscando la forma de volver a recordar a Dios.
- El tiempo se divide en edades que corresponden al camino del Sol alrededor de un punto en el universo, tardando unos 24.000 años en completar el ciclo, dividido entre los 12 signos del Zodíaco, con 2000 años cada edad, aproximadamente. Ahora estamos al comienzo de la Era de Acuario. Sin embargo debido a que los astrólogos hindúes interpretan de manera diferente la importancia de los equinoccios, su representación del zodíaco es inversa a la occidental y en esta representación estamos terminando la Era de Virgo, según afirma Suami Yukteswar (1855-1936) en su libro La ciencia sagrada.
- Todas las almas madurarán y llegarán a ser como Jesús (por muy perdidas que puedan estar al comienzo de su evolución espiritual), tras una lenta evolución de cientos o miles de vidas, hasta terminar el largo ciclo de la reencarnación en este mundo y continuar en otro nivel vibratorio o universo superior.
- Dios nunca abandona a ningún alma.
- Existiría una evolución primero material y después espiritual con las fases siguientes: 1) protoplasma, 2) mineral, 3) planta, 4) animal, 5) humano, 6) ángel y 7) querubín.
- El nombre y la doctrina del dios hindú Brahmā, representado simbólicamente con cuatro cabezas (o la divinidad abstracta hindú Brahman), habría sido conocidos en Caldea, donde vivió el patriarca Abraham, que llegaría a ser el primer profeta del judaísmo. Abraham debería su nombre al nombre de Dios en idioma sánscrito (Brahma, originalmente A-Brahm), y habría conocido la existencia del Dios único por las doctrinas orientales, habría practicado técnicas de meditación y propagado la doctrina del Dios único que antes Zaratustra predicó en la misma nación.

## Crítica y defensa

### Crítica
Varias publicaciones han cuestionado la exactitud del Evangelio de Acuario.
Tales obras generalmente afirman lo siguiente, entre otros:
- Dowling se equivoca en el siguiente texto: «Cuando Jesús nació, el regente de Jerusalén era Herodes Antipas». Dowling se equivocó de Herodes: quien reinaba era Herodes el Grande (74-4 a. C., el de la matanza de los inocentes), no Antipas (20 a. C.-40 d. C., el que le cortó la cabeza a Juan Bautista).[2]
- El libro dice que Jesús visitó la ciudad de Lahore (Pakistán). El geógrafo grecoegipcio Tolomeo (90-161) menciona en su Geographia una aldea llamada Labokla, ubicada en la ruta entre el río Indo y Palibothra (Pataliputra o Patna), en un país llamado Kasperia (Cachemira). Esta aldea podría ser la actual Lahore. De otro modo, la primera mención a este pueblo se encuentra en un texto árabe del siglo X.[2]
- El libro dice que Jesús visitó la ciudad de Persépolis (Persia), que había sido destruida por Alejandro el Grande en el año 330 a. C.[2]
- Matheno no es un personaje egipcio conocido.
  - Seguramente Dowland se confundió con el historiador egipcio Manetón, que en inglés se escribe a veces Manetho.
- La transcripción de Dowling de los registros akásicos difiere de la descripción del ocultista estadounidense Edgar Cayce de los mismos.
  - Aunque Cayce también difiere de la descripción y análisis de los registros realizada por los orientalistas europeos (como Annie Besant y Madame Blavatsky).
- Jesús no puede haber conocido a Mencio (372-289 a. C.).
- Jesús no puede haber conocido al poeta hindú Vidiapati (1352-1448).
  - En la época en que vivió Dowland, en Occidente se creía en la pseudohistoria hinduista (que prácticamente carece de cronología): los hindúes —para darle más autoridad a sus textos— exageraban la antigüedad de sus autores.

### Defensa
- Hay otras publicaciones que intentan apoyar la veracidad de Dowling con argumentos contra estas denuncias de inexactitud. Concretamente, en Iniciaciones de los maestros de Acuario (del Dr. J. L. Watson, fundador de ACCU, Inc.) se alega que en el pensamiento teosófico, las figuras como Mencio (372-289 a. C.), Moisés, Miriam, Elías y Vidiapati (1352-1448) existen en un estado elevado y por tanto se podían comunicar con Jesús con su cuerpo astral.
- El escritor hindú Yogananda afirma también en sus libros —especialmente en el último (El yoga de Jesús)— que Jesús estuvo en la India, aprendió yoga con los más grandes yoguis y lamas (quienes le respetaron como un gran yogui) y alcanzó el estado de «superconsciencia crística», adquiriendo así el título honorífico de «Cristo», llegando a ser el más alto maestro de Occidente, así como Krishná fue el más alto en Oriente.
- Los dos últimos libros de Yogananda, La segunda venida del Cristo o resurrección del Cristo en nuestro interior de 2004 y El yoga de Jesús, de 2007, dedicados a la Biblia y a Jesucristo, contienen interpretaciones y explicaciones de parajes de la Biblia según el yoga, que son en general coincidentes con el Evangelio de Acuario.

## Libros
- Dowling, Levi H.: El Evangelio de Acuario de Jesús el Cristo. Camarillo (California): DeVorss & Company, 1ª edición en rústica, 1972. ISBN 0-87516-041-7
- Dowling, Levi H.: Evangelio Acuariano de Jesús el Cristo de la Era de Piscis. Málaga (España): Hojas de Luz/Sirio, 2006. ISBN 84-96595-09-9
- Dowling, Levi H.: El Evangelio del Acuario de Jesús el Cristo: la base filosófica y práctica de la religión de la era de Acuario del mundo y la iglesia universal. Camarillo (California): DeVorss & Company, 1972. ISBN 0-87516-168-5